# August Rudolf von Knobelsdorff
August Rudolf von Knobelsdorff (* 25. April 1727 in Kunow im Kreis Sorau; † 26. September 1794 auf Steine im Kreis Breslau) war ein preußischer Generalmajor und Kommandeur des Infanterieregiments „Hohenlohe-Ingelfingen“.

## Leben

### Herkunft
Er entstammte dem Uradelsgeschlecht von Knobelsdorff und war der Sohn von Johann Friedrich von Knobelsdorff (* 1693; † 27. Juni 1760 in Berlin), preußischer Oberforstmeister und Erbherr auf Kunow, Bobersberg und Kuckedel und dessen Ehefrau Wilhelmine Charlotte, geborene von Kalkreuth aus dem Hause Ogersitz (* 23. März 1705 in Ogersitz; † 29. März 1761 in Berlin). Sein Bruder Kurd Gottlob (1735–1807) wurden ebenfalls preußischer General, sein Bruder Alexander sogar Generalfeldmarschall.

### Militärkarriere
Knobelsdorff wurde 1741 Page bei König Friedrich II. 1745 begleitete er den König im Zweiten Schlesischen Krieg. Am 10. März 1746 wurde er als Sekondeleutnant in das Infanterieregiment „von Schwerin“ versetzt. Am 19. August 1756 wurde er dort Premierleutnant. Während des Siebenjährigen Krieges wurde er am 10. August 1758 Stabskapitän und am 22. Juli 1763 Kapitän sowie Kompaniechef. Als solcher nahm Knobelsdorff am Bayerischen Erbfolgekrieges teil. Am 31. Dezember 1783 wurde dann zum Major befördert und am 1. Februar 1784 zum Bataillonskommandeur ernannt. Am 29. September 1787 erhielt er bei der Revue den Orden Pour le Mérite. Zwei Jahre später am 23. Juli 1789 wurde er zum Regimentskommandeur ernannt. Am 18. Oktober 1790 wurde er Oberstleutnant und am 3. Februar 1793 Oberst. Er erhielt am 26. September 1793 seine Demission und die Beförderung zum Generalmajor. Er starb unverheiratet am 28. September 1793 auf Steine.